# Dualistiskt rättssystem
Ett dualistiskt rättssystem är ett rättssystem där internationell rätt betraktas som en separat rättsordning från den nationella rättsordningen, utan intern rättsverkan i det nationella rättssystemet. När en stat med ett dualistiskt rättssystem ingår internationella överenskommelser blir dessa bindande för staten under internationell rätt, men saknar däremot rättsverkan internt i förhållande till enskilda i landet.

## Införlivande av internationella överenskommelser
Stater med dualistiska rättssystem måste införliva internationella överenskommelser i den nationella rätten för att dessa ska få full rättsverkan gentemot enskilda och kunna åberopas inför nationella domstolar likt nationella lagar. Införlivande kan ske genom inkorporering eller transformering.

### Inkorporering
Inkorporering innebär att en nationell lag eller annan författning antas som föreskriver att den internationella överenskommelsen ska bli en del av den nationella rätten och få full rättsverkan internt i landet. I detta fall gäller överenskommelsens bestämmelser i dess autentiska form direkt i landet som lag. Överenskommelsen kan gälla även om den inte är skriven på det egna landets språk.

### Transformering
Transformering innebär att en nationell lag eller annan författning antas som innehåller den internationella överenskommelsens text, vanligtvis översatt till det egna landets språk. I detta fall kan överenskommelsen även omarbetas i viss utsträckning för att anpassas till det egna rättssystemet.

## Exempel
De nordiska länderna, Storbritannien och Tyskland är exempel på länder med dualistiska rättssystem. Sverige ratificerade till exempel barnkonventionen utan reservationer 1990, men konventionen blev inte en del av den svenska rätten. Den 1 januari 2020 inkorporerades barnkonventionen i svensk rätt och blev därmed svensk lag.

## Direkt effekt och företrädesprincipen inom Europeiska unionen
Unionsrätten inom Europeiska unionen har en särställning inom internationell rätt eftersom den enligt rättspraxis från EU-domstolen har direkt effekt och äger företräde framför nationell rätt i samtliga medlemsstater. Detta innebär att den penetrerar in i den nationella rätten även i de medlemsstater som har dualistiska rättssystem. I vissa fall kan det dock krävas att bestämmelser i till exempel direktiv måste införlivas i den nationella rätten för att få full rättsverkan mellan enskilda, så kallad horisontell direkt effekt.